# جون مبيتي
كان جون صموئيل مبيتي (1931–2019) فيلسوفا وكاتبًا مسيحيًا مولودًا في كينيا. كان كاهنًا أنجليكانيًا، واعتبارًا من عام 2005 كان شريعة.

## الحياه المبكرة
وُلِدَ جون مبيتي في 30 نوفمبر 1931 في مولاجو، مقاطعة كيتي، شرق كينيا. طفل من اثنين من المزارعين، وهو واحد من ستة أطفال ونشأ في بيئة مسيحية قوية. شجعت نشأته المسيحية رحلته التعليمية من خلال الكنيسة الداخلية الأفريقية. التحق بالمدرسة الثانوية للتحالف في نيروبي وواصل تعليمه في جامعة ماكيريري، ثم تابع تعليمه في جامعة لندن حيث تخرج عام 1953. حصل مبيتي على درجة البكالوريوس في الآداب عام 1956 وعلى درجة البكالوريوس في اللاهوت عام 1957 من كلية بارينغتون، وهي مدرسة فنون ليبرالية مسيحية في رود آيلاند. ثم حصل على درجة الدكتوراه في الفلسفة في اللاهوت من جامعة كامبريدج، حيث تخرج منها عام 1963.

## سيرته الشخصية
وُلد مبيتي في مولانجو، مقاطعة كيتوي، بكينيا البريطانية في 30 نوفمبر 1931، ودرس في أوغندا والولايات المتحدة قبل حصوله على الدكتوراه في عام 1963 في جامعة كامبريدج بالمملكة المتحدة. قام بتدريس الدين واللاهوت في جامعة ماكيريري، أوغندا، من عام 1964 إلى عام 1974، وكان بعد ذلك مديرًا للمعهد المسكوني التابع للمجلس العالمي للكنائس في بوغيس بوسي، سويسرا. شغل أساتذة زائرين في جامعات في جميع أنحاء العالم ونشر على نطاق واسع في الفلسفة واللاهوت والتقاليد الشفهية الأفريقية.
كان كتاب مبيتي الأساسي، الأديان الأفريقية والفلسفة (1969)، أول عمل لتحدي الفرضية المسيحية بأن الأفكار الدينية الأفريقية التقليدية كانت «شيطانية ومعادية للمسيحية». استند تعامله مع الأديان التقليدية على العمل الميداني الضخم. كان مبيتي واضحا أن تفسيره لهذه الأديان كان من منظور مسيحي حازم، وهذا الجانب من عمله تعرض في بعض الأحيان لإنتقادات شديدة.
شملت اهتمامات مبيتي البحثية اللاهوت في إفريقيا وآسيا، والمسكونية. تعاون أيضًا في كتاب للأمثال الأفريقية، تم جمعه من جميع أنحاء القارة.
من عام 2005 وحتى وفاته في عام 2019، كان مبيتي أستاذاً فخريًا في جامعة برن ووزيرًا أبرشيًا لمدينة بورغدورف، سويسرا. كان متزوجًا من Verena Mbiti-Siegenthaler ولديه أربعة أطفال. توفي مبيتي في بورغدورف 6 اكتوبر في عام 2019.

## العمل الديني
بعد تخرجه من جامعة كامبريدج، تم تعيينه كاهنًا أنجليكانيًا بكنيسة إنجلترا. شغل منصب كاهن أبرشي في إنجلترا حتى عاد إلى ماكيريري في عام 1964 لتدريس الديانات الأفريقية التقليدية. في ثمانينيات القرن العشرين، غادر مبيتي التدريس ليصبح وزيراً للرعية في برجدورف، سويسرا، لمدة 15 عامًا.

## العمل الأكاديمي
عاد مبيتي إلى جامعة ماكيريري، حيث قام بتدريس الدين التقليدي الأفريقي من 1964 إلى 1974. أثناء وجوده هنا، كتب كتابه الأول، الأديان الأفريقية والفلسفة (1969). كان تركيزه الأساسي في كتابه الأول على تحدي الآراء السائدة على نطاق واسع والتي تقول إن الأديان التقليدية الأفريقية كانت متجذرة في القيم المعادية للمسيحية الشيطانية والتأكيد على أن الأديان الأفريقية التقليدية تستحق نفس الاحترام مثل المسيحية والإسلام واليهودية والبوذية. استند في ادعائه إلى علمه أن الله هو خالق كل شيء في الكتاب المقدس، مما يعني أن الله قد كشف عن نفسه في كل شيء. كان لدى مبيتي معرفة قليلة بالديانة التقليدية الأفريقية، لأنه لم يكن على علم بالمحاضرات السابقة المتعلقة بأسسها بسبب التقاليد الشفوية العميقة لهذه الديانات. سعى إلى البحث الشخصي لتدريس الفصل. لقد جمع الأفكار من أكثر من 300 من الشعوب أو القبائل الأفريقية أثناء إجراء البحوث الميدانية. بعد أن طلب منه طلابه مجموعة من أبحاثه، دفعه لتجميع ملاحظاته ومحاضراته في كتابه الأول، الذي نُشر عام 1969. وعقب مسيرته المهنية في ماكيريري، عمل أساتذة زائرين في جامعات حول العالم حيث واصل نشر الكتب. في الفلسفة واللاهوت والتقاليد الشفوية الأفريقية.
من 1974 إلى 1980 كان مبيتي مدير المعهد العالمي للكنائس ببسي المعهد المسكوني. عقد سلسلة من المؤتمرات المؤثرة التي ركزت على لاهوت الثقافات. كان هدفه هو الجمع بين اللاهوتيين الأفارقة والآسيويين وغيرهم من أجل اللقاء والحوار المسكونيين. ركز المؤتمر الأول في يونيو 1976 على المساهمات الأفريقية والآسيوية في علم اللاهوت المعاصر. حضر هذا المؤتمر أكثر من 80 مشاركًا. عقد مؤتمره الثاني المعروف أكثر، «اعتراف المسيح في ثقافات مختلفة»، في بوسي في يوليو 1977. حضر هذا المؤتمر أكثر من 100 شخص تجمعوا من 35 دولة مختلفة. كانت هناك مناقشات حول كيفية وصول الفرد من السياق إلى اعتراف المسيح وشدد على كيف يمكن أن تجد الاعتراف التعبير في القداس والعبادة. ركز مؤتمره الثالث على «لاهوت السكان الأصليين والكنيسة العالمية». كان مبيتي أيضًا أول شخص يترجم الكتاب المقدس إلى كيكتمبا، لهجة شعبه.
في عام 2016، تم تكريمه بجائزة رئيس أساقفة السلام والعدالة من الكنيسة الأنجليكانية في جنوب إفريقيا.
في وقت وفاته، كان مبيتي أستاذاً فخريًا لجامعة برن ووزير أبرشي متقاعد في برجدورف، سويسرا.

## النتائج في الدين الأفريقي التقليدي
يسعى مبيتي في كتابه إلى تشريح أصول الدين التقليدي الأفريقي، وتحديداً من خلال دراسة التقاليد الشفوية. ديانة الإغبو هي واحدة من الديانات الأفريقية التقليدية التي بحثها مبيتي، وكان تقليدها متأصلًا في ثقافتهم. تلقى هذا التقليد شفويا من قبل السلطات، ينتقل هذا التقليد من جيل إلى جيل من خلال نفس العملية الشفوية. تقاليدهم تدور حول ظواهر وجوديه للغاية، تدفع أتباعهم للتشكيك في وجودهم. خلال حياتهم التقليدية، غمر الأفراد أنفسهم بالمشاركة الدينية، والتي يعتقدون أنها تبدأ قبل ولادتهم وتستمر بعد موتهم. ترتبط الحياة الدينية للايغبو بأسلافهم وبأولئك الذين لم يولدوا بعد، مما يخلق استمرارية صوفية. إن دين الإغبو يجسد بالكامل جميع خصائص دين العالم التقليدي، بما في ذلك معتقداته والأساطير المقدسة والصفات الشفوية وجاذبية قوية لقلوب أتباعه ودرجة عالية من الطقوس وحيازة العديد من الألفاظ التشاركية مثل كبار السن الرسميين والملوك والقساوسة والعرافين. يختلف دين الإيبو عن الديانات التبشيرية غير التقليدية لأنه لا يوجد شيوخ يقومون بأعمال تبشيرية وأفراد لا يبشرون بدينهم على الآخرين. إنهم يؤمنون بالكائن الأعلى الذي يُعتقد أنه تحكم العالم وجميع سكانه. وجد مبيتي أيضًا أنه عندما يموت شخص ما، تتجول روحهحتى يتم دفن الجسد بطريقة مناسبة. وتسمى فترة الانتظار هذه الفترة الانتقالية للمتوفى. وصلت المسيحية إلى أرض الإغبو في عام 1857، مما أثار الخوف داخل الإغبو من أنه إذا أصبحوا مسيحيين فإن إلاههم سيجلب لهم كارثة. رفض آخرون أيضًا اعتناق المسيحية بسبب الاعتقاد بأن المبشرين المسيحيين كانوا هناك لتدمير دين الإغبو. هاجم المسيحيون الموسيقى التقليدية والرقص في الديانة الإيبو لأنهم اعتبروها غير أخلاقية. وقد مهد هذا الطريق للصراع الديني بين الإيبو والمسيحيين، والذي ربما أدى إلى الإستنتاج بأن الديانات التقليدية الأفريقية قد ترسخت في المعتقدات المعادية للمسيحية. كان الحكماء مجرد حماية تقاليدهم. كان أحد أهم مقتطفات مبيتي في كتابه «الأديان والفلسفة الأفريقية»: «أينما كان الأفارقة، يوجد دين.»

## الانتقادات
واجه مبيتي انتقادات من الكاتب الأوغندي أكوت بيبتك لإلقائه حججه في المصطلحات الفكرية التي وضعها الغرب. على وجه التحديد، كان أكبر انتقاداته هو أن الكون الكوسمولوجي الأفريقي يتوافق في النهاية مع وجهات النظر المسيحية عن الله باعتباره القدرة، موجود في كل مكان، وإلى الأبد. كتب بيتيك في كتابه الخاص «الأديان الأفريقية في منحة الغرب» أن الأديان التقليدية الأفريقية تفوق الاعتراف بالأفارقة العاديين في الريف. من المفترض أن مبيتي لم يستجب أبدًا للنقد، وفقًا لديريك بيترسون، أستاذ التاريخ والدراسات الإفريقية بجامعة ميشيغان.

## أعماله
- قصص أكامبا. مكتبة أوكسفورد للأدب الأفريقي. مطبعة جامعة أكسفورد (ديسمبر 1966). ISBN 0-19-815120-9.
- يتكون هذا العمل من حوالي 80 قصة مختلفة من أنواع مختلفة متجذرة في حكايات كامبا. تمت الترجمة والتحرير إلى اللغة الإنجليزية، ولم يبق سوى اثنين في كيكامبا. يتعمقون في حياة ومجتمع كامبا، ولغة كيكامبا، فضلاً عن الطبيعة التفصيلية للقصص والسياقات التي يتم سردها فيها. للقارئ المشترك، قد لا يستنتجون سوى مجموعة من الحكايات الشعبية الأفريقية الممتعة.
- قصائد الطبيعة والإيمان. شعراء إفريقيا. دار نشر شرق إفريقيا (1969).
- مجموعة من قصائد الشعراء الأفارقة.
- الأديان والفلسفة الأفريقية. سلسلة الكتاب الافريقيين. هاينمان [1969] (1990). ISBN 0-435-89591-5.
- يلقي كتاب مبيتي الأول نظرة منهجية على الاعتقاد بأن الديانات التقليدية الأفريقية كانت متجذرة في المعتقدات المعادية للمسيحية. نقح الكتاب ليشمل دور المرأة في الدين.
- مفاهيم الله في إفريقيا. لندن: SPCK (أبريل 1970). ISBN 0-281-02347-6.
- الشعوب الأفريقية ليست أمية دينية، ويقدم هذا الكتاب جزءًا من حكمتهم الدينية والفلسفية التقليدية التي تم جمعها من أكثر من 270 شخصًا أو قبيلة مختلفة. أنه يحتوي على دراسة منهجية لجميع المعلومات تقريبا يمكن أن أجدها في الكتابة وغيرها على التفكير الأفريقي عن الله. يتأثر هذا الانعكاس، بطبيعة الحال، بالعوامل الجغرافية والتاريخية والثقافية والاجتماعية السياسية.
- العهد الجديد Eschatology في الخلفية الأفريقية. مطبعة جامعة أكسفورد (مارس 1971). ISBN 0-19-821659-9.
- هذا الكتاب هو دراسة لعلم أصول العهد الجديد في خلفية إفريقية: دراسة للقاء بين لاهوت العهد الجديد والمفاهيم التقليدية الأفريقية.
- الحب والزواج في أفريقيا. لندن: لونجمان (1973).
- مقدمة إلى الديانة الأفريقية. سلسلة الكتاب الأفريقيين. هاينمان [1975] (1991). ISBN 0-435-94002-3.
- يلقي هذا الكتاب نظرة على مجموعة مختارة من الأمثال الأفريقية لإظهار الممارسات الدينية والأخلاقية التي تنتقل عبر التقاليد الشفهية.
- صلوات الدين الأفريقي. لندن: SPCK (أكتوبر 1975). ISBN 0-281-02871-0.
- نظرة متعمقة في طقوس التأمل في المسيحية الأمريكية الأفريقية تعاليم وصلوات مع السلطة الإلهية.
- الكتاب المقدس واللاهوت في المسيحية الأفريقية. مطبعة جامعة أكسفورد (أبريل 1987). ISBN 0-19-572593-X.
- الأمثال الأفريقية. بريتوريا: مطبعة (UNISA (1997.